# Gary Cahill
Gary Cahill (* 19. prosince 1985, Sheffield, Anglie, Spojené království) je bývalý anglický profesionální fotbalista, který hrál na postu středního obránce.

## Klubová kariéra
Svoji kariéru zahájil v mládežnickém klubu AFC Dronfield. V roce 2000 přestoupil do akademie Aston Villy, kde pokračoval ve svém vývoji. V roce 2004 šel na hostování do týmu Burnley FC. Po sezóně se vrátil zpět do Aston Villy, aby zde mohl debutovat. V roce 2007 se upsal na tříměsíční hostování klubu Sheffield United F.C. Dne 30. ledna 2008 podepsal smlouvu s týmem Bolton Wanderers FC. Bolton za něj zaplatil 5 miliónů liber. V Boltonu hrál dobře a během jeho působení v týmu se stal zástupcem kapitána.

### Chelsea FC
V lednu 2012 se upsal Chelsea, ta za něj zaplatila 7 miliónů liber. Během jeho první sezóny v Chelsea dokázala Chelsea vyhrát Ligu Mistrů a FA Cup.
31. srpna 2012 nastoupil v Monaku v základní sestavě Chelsea k utkání o evropský Superpohár proti španělskému Atléticu Madrid, v němž se střetli vítěz Ligy mistrů (Chelsea FC) a Evropské ligy (Atlético Madrid). Cahill odehrál celý zápas, ale porážce zabránit nedokázal, ačkoli v 75. minutě snižoval na konečných 1:4. 25. září 2012 v utkání anglického ligového poháru proti Wolverhamptonu Wanderers vstřelil gól, Chelsea zvítězila 6:0.
Do jarního šestnáctifinále Evropské ligy 2012/2013 byl Chelsea přilosován český klub AC Sparta Praha, Cahill nastoupil 14. února 2013 v Praze v základní sestavě, anglický celek zvítězil 1:0 gólem mladého brazilského fotbalisty Oscara. O týden později se představil v odvetě na Stamford Bridge, Sparta dlouho vedla 1:0, ale gól Edena Hazarda na konečných 1:1, ve druhé minutě nastaveného času, znamenal postup Chelsea do osmifinále Evropské ligy. 15. května 2013 slavil se spoluhráči titul v Evropské lize po vítězství 2:1 ve finále nad Benfikou Lisabon.
3. května 2015 tři kola před koncem sezóny 2014/2015 získal s Chelsea ligový titul, v téže sezóně vyhrál i Football League Cup.

## Reprezentační kariéra
Mohl si vybrat, jestli chce hrát na mezinárodní úrovni za Irsko nebo za Anglii, vybral si Anglii. 6. února 2007 debutoval v reprezentaci Anglie U21 proti Španělsku, když přišel na hřiště jako náhradník.
4. června 2009 byl povolán do seniorské reprezentace Anglie proti Kazachstánu. Nicméně debutoval až v zápase proti Bulharsku dne 3. září 2010, když přišel na hřiště ve 2. poločase jako náhradník (Anglie vyhrála 4:0). Dne 29. března 2011 si připsal první start v základní sestavě za národní tým v přátelském utkání proti Ghaně (remíza 1:1). První reprezentační gól v A-mužstvu si připsal během utkání v Sofii 2. září 2011 proti Bulharsku v kvalifikaci na EURO 2012 (výhra Anglie 3:0), když otevíral skóre zápasu. V přípravě na EURO 2012 si však zlomil čelist při kolizi s Joe Hartem a na turnaj tak s týmem neodcestoval.
Trenér Roy Hodgson jej vzal na Mistrovství světa 2014 v Brazílii, kde Angličané vypadli již v základní skupině D, obsadili s jedním bodem poslední čtvrtou příčku.

Pod vedením trenéra Roye Hodgsona se zúčastnil i EURA 2016 ve Francii, kam se Anglie suverénně probojovala bez ztráty bodu z kvalifikační skupiny E.

## Úspěchy

### Klubové
Chelsea FC
- Liga mistrů UEFA: 2011/2012
- Evropská liga UEFA: 2012/2013
- Premier League: 2014/2015
- FA Cup: 2011/2012
- Football League Cup: 2014/2015

### Individuální ocenění
- Burnley FC: mladý hráč roku 2004/2005
- Burnley FC: hráč roku 2004/2005
- Aston Villa FC: gól sezóny 2005/2006
- Bolton Wanderers FC: hráč sezóny podle hráčů 2008/2009
- Tým roku Premier League podle PFA – 2013/14,[14] 2014/15,[15] 2016/17[16]